# Mariano Galarza
Mariano Galarza (Partido de 25 de Mayo, 12 de noviembre de 1986) es un jugador de rugby argentino, que actualmente juega para el Aviron Bayonnais francés. Además, también formó parte de la Selección de rugby de Argentina. Se desempeña en el puesto de segunda línea y entre sus principales cualidades se destacan su altura (2,03 metros), su tackle y su gran capacidad para el line out.
Sus comienzos en el rugby se dieron en Tacuara Rugby de su ciudad natal y en la Escuela Inchausti de esa localidad. Una vez egresado de la secundaria, comenzó sus estudios de la carrera de medicina en la Universidad Nacional de La Plata y allí se integró al club Club Universitario de La Plata.

## Clubes
Club Universitario de La Plata
A principios de 2005, se trasladó a la ciudad de La Plata para iniciar la carrera de medicina, y se integró a las categorías juveniles de Club Universitario de La Plata, donde hizo su debut en primera y jugó hasta mediados de 2010, cuando marchó a Irlanda para incorporarse a Leinster Rugby.
Leinster Rugby
A mediados de 2010, Mariano es contratado por Leinster Rugby de Irlanda, en donde firma contrato hasta fin de ese año, y disputa varios partidos en el primer equipo, pese a que mayoritariamente lo hizo para el segundo equipo de la institución irlandesa.
Worcester Warriors
En septiembre de 2013, Mariano fue contratado por Worcester Warriors de la Premiership de Inglaterra, en donde permaneció junto a sus compatriotas Agustín Creevy, Leonardo Senatore e Ignacio Mieres. Pese a los malos resultados del equipo que lo terminaron llevando al descenso a la Segunda División, Mariano fue afianzándose como titular indiscutido, y tiempo antes de finalizar la temporada, acordó incorporarse a uno de los rivales clásicos de su equipo, Gloucester Rugby, para la temporada 2014-15.
Gloucester Rugby
Poco antes de que finalice la temporada 2013-14 el segunda línea fue contratado por Gloucester Rugby clásico rival de los Warriors que por entonces era su club.

## Selección nacional
2008
En octubre de 2008, luego de varias convocatorias a diferentes seleccionados de la URBA y la UAR, fue convocado para la gira europea de Los Pumas, en donde pese a no jugar ninguno de los partidos, integró el plantel junto a muchos de los jugadores que obtuvieron la medalla de bronce en la Copa Mundial de Rugby de 2007.
2009
En 2009 no formó parte del plantel que realizó la gira por Europa en noviembre de ese año, pero disputó varios torneos con los Jaguares y Argentina A.
2010
En 2010, luego de disputar la Vodacom Cup con los Pampas XV, Mariano fue convocado para la ventana de junio, donde argentina enfrentó a Escocia en dos oportunidades y a Francia en el último partido. Fue en el primero de estos amistosos disputado en Tucumán, que Mariano ingresó a los 66 minutos por Manuel Carizza en lo que fue su debut oficial con el primer equipo.
Su segundo partido se dio en esa misma gira, en el cómodo triunfo ante Francia en el Estadio de Vélez Sarsfield, al ingresar en la segunda parte nuevamente por Manuel Carizza.
2011
Si bien Los Pumas no disputaron partidos oficiales previo a la Copa Mundial de Rugby de 2011, Mariano estuvo presente en tres amistosos que disputó el seleccionado, destacándose su participación ante Barbarians Franceses en el estadio de Independiente.
Copa Mundial de Rugby de 2011
El 9 de agosto de 2011 el Head Coach de Los Pumas, Santiago Phelan dio a conocer la lista de 30 jugadores que viajarían a Nueva Zelanda a disputar el Mundial, entre los que estaba Mariano. En el Mundial, el disputó 3 encuentros ante Rumania, Inglaterra y Georgia, donde fue titular.
Finalmente el equipo argentino quedó eliminado en cuartos de final ante el local Nueva Zelanda.
2012
Debido a una lesión sufrida durante la Vodacom Cup a principios de año, Mariano se perdió todas las competencias de Los Pumas durante ese 2012, no sólo los test matches sino también la primera participación argentina en el Rugby Championship.
2013
Luego de estar casi todo la temporada 2012 sin jugar y retornar en la Vodacom Cup a comienzos de este año, Mariano disputó cinco amistosos entre la ventana de junio y la de noviembre, así como también participó del Rugby Championship en su segunda edición, jugando en cuatro partidos.
2014
Tras una gran temporada a nivel personal en Worcester Warriors de Inglaterra, Daniel Hourcade, lo convocó para disputar la tercera edición del Rugby Championship, en la que fue titular en los seis partidos de Los Pumas, siendo una pieza fundamental del equipo que en la última jornada, logró su primer triunfo desde el ingreso al torneo en 2012.
2015
En 2015 es seleccionado para formar parte de la selección Argentina que participó en la Copa Mundial de Rugby de 2015.

## Pampas XV
2010
Mariano Galarza formó parte del plantel de Pampas XV que disputó la Vodacom Cup 2010, en donde el combinado argentino no logró superar la primera ronda. Esta edición del torneo sudafricano, significó el debut Pampa en el torneo, y en un torneo profesional. La gran actuación del "Flakito", como lo llaman sus compañeros, en esta edición del torneo, lo llevó a formar parte de la convocatoria de Santiago Phelan para los amistosos que Los Pumas disputaron en junio de ese año.
2011
Para la edición de 2011, el plantel de Pampas XV se preparó duro y Mariano se sumó al trabajo al llegar de Irlanda. El equipo viajó a Sudáfrica el 20 de febrero, con la ilusión de mejorar la actuación del año anterior y terminó siendo campeón luego de ganar los 11 partidos disputados, con una gran actuación de Galarza y de todo el plantel argentino. En sus estadísticas personales, Mariano fue el forward del plantel con más minutos en el torneo y el quinto jugador con más minutos de todo el equipo argentino, en donde solo faltó en el partido frente a Valke, cuando el equipo estaba clasificado y el entrenador optó por cuidar a varios titulares. Además anotó un try en el encuentro ante Leopards.
Mariano Galarza en la Vodacom Cup 2011
| TITULAR/SUPLENTE | MINUTOS JUGADOS | RIVAL        | RESULTADO       |
| ---------------- | --------------- | ------------ | --------------- |
| Titular          | 80 min.         | Griffons     | 52 - 29         |
| Titular          | 80 min.         | Golden Lions | 15 - 9          |
| Titular          | 51 min.         | Blue Bulls   | 27 - 22         |
| Titular          | 80 min.         | Griquas      | 32 - 29         |
| Titular          | 80 min.         | Leopards     | 38 - 20 (1 Try) |
| Titular          | 60 min.         | Pumas        | 46 - 20         |
| No Convocado     | -               | Valke        | 57 - 15         |
| Titular          | 54 min.         | Welwitschias | 52 - 10         |
| Titular          | 80 min.         | Free State   | 41 - 34         |
| Titular          | 75 min.         | Sharks XV    | 41 - 26         |
| Titular          | 80 min.         | Blue Bulls   | 14 - 9          |

2012
Luego del título obtenido en 2011 con Pampas XV, Galarza fue nuevamente convocado para integrar la nómina del plantel en la edición 2012. 
Lamentablemente el segunda línea y Sub Capitán del equipo, a poco de concluir la primera fase de la Vodacom Cup 2012, se iba a quedar al margen del equipo debido a un traumatismo en la cresta ilíaca izquierda que le impediría continuar integrando el plantel. En su lugar iba a ser convocado el segunda línea de CUBA, Felipe Aranguren.
2013
Luego de recuperarse durante casi todo el 2012, Mariano fue convocado para disputar la Vodacom Cup 2013, siendo elegido además capitán del equipo.